# Tell England
Pour plus de détails, voir Fiche technique et Distribution.
Tell England est un film britannique réalisé par Anthony Asquith et Geoffrey Barkas (en), sorti en 1931.

## Synopsis
Le film relate l'engagement de deux jeunes hommes lors de la Première Guerre mondiale, et notamment leur participation à la bataille des Dardanelles.

## Fiche technique
- Titre original : Tell England
- Titre américain : The Battle of Gallipoli
- Réalisation : Anthony Asquith et Geoffrey Barkas (en)
- Scénario : Anthony Asquith, d'après le roman éponyme[1] d'Ernest Raymond
- Direction artistique : Arthur B. Woods
- Photographie : Jack Parker, Stanley Rodwell, James E. Rogers
- Son : Albert F. Birch
- Montage : Mary Field
- Musique : Hubert Bath
- Production : H. Bruce Woolfe
- Société de production : British Instructional Films
- Société de distribution : Wardour Films
- Pays d'origine :  Royaume-Uni
- Langue originale : anglais
- Format : Noir et blanc — 35 mm — 1,20:1 — son mono
- Genre : Film de guerre
- Durée : 80 minutes
- Dates de sortie : Royaume-Uni : 2 mars 1931

## Distribution
- Carl Harbord (en) : Edgar Doe
- Tony Bruce : Rupert Ray
- Fay Compton : Mme Doe, la mère d'Edgar
- Dennis Hoey : le prêtre
- C.M. Hallard (en) : le Colonel
- Frederick Lloyd (en) : Capitaine Harding
- Gerald Rawlinson (en) : Lieutenant Doon
- Lionel Hedges : 2de classe Sims
- Sam Wilkinson : 2de classe Booth
- Wally Patch (en) : le sergent instructeur
- Hubert Harben (en) : M. Ray
- Mike Johnson : 2de classe Moody

## Distinctions

### Récompenses
- 1932 : National Board of Review Award du meilleur film étranger

## Accueil
- À sa sortie, le film fut critiqué pour son apparente glorification de la guerre, ce à quoi Asquith répondit :

« Montrer cela me semble bien plus vrai et d'une propagande anti-guerre bien plus efficace que de montrer tous nos soldats comme des brutes saoules dont le destin évoquerait à peine la sympathie »

— Anthony Asquith, cité dans l'ouvrage de Tom Ryall

## Autour du film
- Tell England est le premier film parlant réalisé par Anthony Asquith.
- Herbert Henry Asquith, le père d'Anthony Asquith, était Premier ministre du Royaume-Uni au moment de la bataille des Dardanelles
- Geoffrey Barkas (en) a participé en tant que militaire au Débarquement à Sulva Bay (en) lors de la bataille des Dardanelles
- Le titre reprend l'épitaphe sur la tombe d'Edgar, que l'on voit à la fin du film : Tell England, ye who pass this monument. We died for her and here we rest content[2] (Dis à l'Angleterre, toi qui passe près de ce monument. Nous sommes morts pour elle, et nous reposons satisfaits[3]), inspirée de l'inscription de Simonide de Céos sur le site de la Bataille des Thermopyles